# Бодак Оксана Іванівна
Окса́на Іва́нівна Бóдак (2 травня 1942, с. Поморяни Золочівського району Львівської області — 25 жовтня 2005, м. Львів) — хімік-неорганік, кристалограф, доктор хімічних наук, професор, завідувач кафедри неорганічної хімії Львівського національного університету імені Івана Франка.

## Життєпис
Народилася у селі Поморяни, що на Золочівщині, 2 травня 1942 року у родині коваля Івана Бодака. Середню освіту здобула в Поморянській середній школі продовж 1947—1957 років. У період з 1957 по 1958 рік працювала бібліотекарем Дубриницького ліспромгоспу Закарпатської області. Згодом, у 1958, працювала в Поморянському комунгоспі. Упродовж наступного року працювала бібліотекарем Поморянської середньої школи. 
1959—1964 навчалася на хімічному факультеті Львівського державного університету імені Івана Франка. У 1964 році почала працювати старшим лаборантом на кафедрі неорганічної хімії Львівського університету. Із 1967 старший інженер кафедри. Продовж 1967—1968 років стажувалася у Вроцлавському політехнічному інституті та Інституті низьких температур і структурних досліджень під керівництвом президента Академії наук Польщі професора Влодзімєжа Тшебятовского. 
1 жовтня 1968 зарахована на посаду асистента кафедри неорганічної хімії. У 1970 році захистила кандидатську дисертацію на тему «Дослідження потрійних систем Ce-{Fe, Co, Ni}-Si і їх аналогів (фазові рівноваги, кристалічна структура і фізичні властивості сполук)» (місто Львів). У 1971 році одружилася із доцентом Львівського медичного університету, лікарем-офтальмологом Володимиром Підковою. У 1972 році стажувалася у Вроцлавському університеті. У 1973 році народила дочку Марію. 
Отримала ступінь доцента у 1975 році. У 1980—1984 роках — старший науковий співробітник кафедри неорганічної хімії Університету. Докторську дисертацію «Взаємодія рідкісноземельних металів у потрійних системах» захистила у 1984 в Києві в Інституті проблем матеріалознавства. У цьому ж році отримала звання професора. Обіймала посаду завідувача кафедри неорганічної хімії Львівського університету із 1989 по 2005 рік. Онука професора Бодак народилася у 2002 році. Померла О. І. Бодак 25 жовтня 2005 року у місті Львів.

## Наукові досягнення
Науково-дослідницька діяльність Оксани Іванівни Бодак була спрямована на систематичні дослідження інтерметалічних сполук, їх кристалографічних закономірностей, фазових рівноваг та властивостей. Внесок цього науковця в розвиток вітчизняних досліджень в галузі кристалохімії значний. Професор Бодак була керівником 34 кандидатських і консультантом 5 докторських дисертацій. Її доробок складає близько 700 праць в тому числі дві монографії та 7 оглядових наукових статей та 14 авторських свідоцтв, зокрема: «Кристаллохимия интерметаллических соединений редкоземельных металлов» (Львов, 1982; с соавт.), «Тройные системы, содержащие редкоземельные металлы» (Львов, 1985; с соавт.), «Phase Equilibria and Crystal Chemistry in Ternary Rare Earth Systems with Metallic Elements» (Handbook on the Physics and Chemistry of Rare Earths. Amsterdam, 1990. Vol. 13; with co-auth.), «Ternary Alloys» (Evaluated Constitutional Data, Phase Diagrams, Crystal Structure and Application of Lithium Alloys Systems) (Weinheim, 1995. Vol. 14; with co-auth), Основи загальної хімії (Львів, 2000; зі співавт.). Особливу цінність становить докторська дисертація професора Бодак — «Взаємодія рідкісноземельних металів у потрійних системах», яка включає ґрунтовний аналіз усіх відомих на той час систем із рідкісноземельними металічними елементами (понад 1600 систем). Бодак Оксана Іванівна встановила ряд важливих кристалохімічних закономірностей інтерметалічних сполук, структури яких належали до 141 структурного типу, 27 з яких відкрито нею. Посилання на її наукові публікації знайдено у більш, ніж у 3500 джерелах. Вона відкрила новий структурний тип CeNiSi2 будучи ще студенткою. У 1964 році студентка 5-го курсу Оксана Бодак виступила на XVII студентській науковій конференції Львівського університету з доповіддю «Рентгеноструктурне дослідження потрійної системи Ce-Ni-Si», що згодом стала темою її дипломної роботи, виконаної під керівництвом Євгена Івановича Гладишевського, і її першою науковою публікацією. У 1968 році О. І. Бодак керувала роботою «Дослідження сплавів системи Ce-Cu-Si» студента Каличака Ярослава Михайловича, який сьогодні обіймає посаду декана хімічного факультету. Бодак Оксана Іванівна приділяла велику увагу студентській науковій роботі, яка спрямована на синтез та дослідження структури, магнітних та електричних властивостей інтерметалідів. Серед інших відомих учнів професора Бодак — професори Миськів Мар'ян Григорович, Котур Богдан Ярославович і Павлюк Володимир Васильович.

## Науково-організаційна діяльність
Оксана Іванівна Бодак займалася й популяризацією науки та науково-організаційною роботою. Протягом 10 років (з 1995 по 2005) була керівником Львівської кристалохімічної школи. З 1987 по 1990 рік секція хімії Західного наукового центру Національної академії наук України перебувала під її опікою. Член експертної ради з неорганічної хімії ВАК СРСР (1987–90) та експерт ради з хімії ВАК України (1998—2002). Член Міжнародної спілки кристалографів, Міжнародного центру дифракційних даних (ICDD), представник України в Європейській спілці кристалографів; член редакційної колегії «Вісника Львівського університету: Серія хімічна», співредактор міжнародного журналу «Red Book»; організатор та член організаційних комітетів міжнародних наукових конференцій в Україні та за кордоном, семінарів і шкіл молодих науковців. За її безпосередньої участі підготовано понад 20 навчально-методичних посібників та підручник для студентів хімічних спеціальностей класичних університетів «Основи загальної хімії».

## Відзнаки, нагороди та премії
- Премія Ленінського комсомолу (1976)
- Лауреат Всесоюзної премії в галузі науки і техніки за цикл робіт по кристалохімії інтерметалічних сполук рідкісноземельних металів (1976)
- Дійсний член Міжнародної спілки кристалографів (1978)
- Державна премія УРСР у галузі науки і техніки (1984)
- Член експертної ради з неорганічної хімії ВАК СРСР (1987—1990)
- Представник України в Міжнародній спілці кристалографів (1993)
- Соросівський професор (1997)
- «Людина року» — Американський біографічний інститут (2000)
- Заслужений професор Львівського університету (2001)[1]
- Член технічного комітету Міжнародного центру порошкової дифрактометрії (2002)

## Вибрані публікації
1. «Triclinic Fe3Al2Si3 and orthorombic Fe3Al2Si4 with new structure types» — with co-authors // Acta Crystallographica. 1996. C52, 2964—2967
2. «Phase structure and magnetocaloric effect in binary Pr–Fe alloys» — with co-authors // Journal of Magnetism and Magnetic Materials. 2006. Volume 304, Issue 2, e510-e512
3. «Structure Refinement of Orthorhombic MnAl3» — with co-authors // Acta Crystallographica. 1995. C51, 792—794
4. «Rhombohedral Ce2Ni5Zn2 and Hexagonal CeNi2Zn: the First Ternary Compounds from the Ce-Ni-Zn System» — with co-authors // Acta Crystallographica. 1995. C51. 2464—2466
5. «Magnetic properties of the Tb2+xCo17−ySiy alloys» — with co-authors // Journal of Magnetism and Magnetic Materials. 2006. Volume 300, Issue 1, 221—223
6. «Chemical Heterogeneity of a Crystal Built of Nanoscale Coherently Twinned Yb2− x (Fe, Ga) 17+ 2x Polytypes» — with co-authors // Chemistry. A European Journal. 2004. Volume 10, Issue 12, 2972—2976
7. «The new structure type Ce5Co4Ge13» — with co-authors // Chemistry of Metals and Alloys. 2008.
8. «The effect of Nd content on the phase structure and magnetic properties of Nd–Fe alloys produced by various methods» — with co-authors // Journal of Magnetism and Magnetic Materials. 2005. Volumes 290—291, Part 1, 636—639
9. «Erbium dinickel disilicide, ErNi2Si2» — with co-authors // Acta Crystallographica. 2006. E62, i236-i237
10. «Structure and physical properties of nonstoichiometric rare-earth cadmium antimonides, RECd1−xSb2 (RE=La, Ce, Pr, Nd, Sm)» — with co-authors // Journal of Solid State Chemistry. 2006. Volume 179, Issue 5, 1506—1512